# Чаниграбен
Чаниграбен (нем. Tschanigraben, венг. Sándorhegy) — коммуна в Австрии, находящаяся в федеральной земле Бургенланд на востоке страны. Входит в состав округа Гюссинг. Официальный код — 10423.
Население составляет 68 человек по состоянию на 1 января 2011 года. Занимает общую площадь 1,7 км². Плотность населения относительно высока — 40 человек на кв. км.
Находится на границе с Венгрией.

## Физико-географическая характеристика

### Географическое положение
Чаниграбен расположен в холмистой местности. Наивысшая точка — 261 м. Это отражено в венгерском названии коммуны — Сандорхедь (Sándorhegy), что буквально означает «Холм Александра».

## Политическая ситуация
Совет представителей коммуны включает в себя 9 мест. Совет Чаниграбена полностью состоит из представителей австрийской Социально-демократической партии.
Бургомистром (главой) коммуны является Эрнст Зимиц (нем. Ernst Simitz), избранный по результатам выборов 2007 года.